# The Other Side (chanson de Toto)
Pour les articles homonymes, voir The Other Side.
The Other Side est une chanson du groupe de rock californien Toto enregistrée et sortie en 1992 sur l'album Kingdom of Desire.

## Le groupe en 1992
- Steve Lukather : guitares, chant
- David Paich : claviers, chant
- Jeff Porcaro : batterie, percussions (décès juste avant la sortie de l'album, le  5 août 1992)
- Mike Porcaro : basse